# La Cellera de Ter
La Cellera de Ter település Spanyolországban, Girona tartományban. La Cellera de Ter Amer, Sant Julià del Llor i Bonmatí, Anglès, Osor és Susqueda községekkel határos. Lakosainak száma 2014 fő (2024).

## Népesség
A település népessége az elmúlt években az alábbi módon változott:
| Lakosok száma | 228  | 1364 | 1515 | 1817 | 2005 | 2038 | 2186 | 2071 | 1946 | 2014 |
|               | 1717 | 1887 | 1936 | 1960 | 1986 | 2004 | 2009 | 2014 | 2019 | 2024 |